# Двинской (Верхнетоемский район)
Двинско́й — посёлок в Верхнетоемском районе Архангельской области. Административный центр Двинского сельского поселения. До 2003 года имел статус посёлка городского типа.

## География
Посёлок находится на правом берегу реки Северная Двина, на расстоянии 11 км к югу от села Верхняя Тойма, административного центра района.

## Население
| 1979 | 1989  | 2002  | 2010  |
| ---- | ----- | ----- | ----- |
| 2584 | ↗3263 | ↘2958 | ↘2543 |

## Улицы
| - ул. 11 Линия, - ул. 12 Линия, - ул. Дачная, - ул. Заречная, - ул. Лесная, | - ул. Зелёная, - ул. Исаева, - ул. Лесная, - ул. Молодёжная, - ул. Октябрьская, | - ул. Первомайская, - ул. Сважская, - ул. Таёжная, - ул. Труфанова, - ул. Центральная. |